# Gaston Gerosa
Gaston René Gerosa (* 15. August 1923 in Zürich; † 24. Dezember 2002) war ein Schweizer Radrennfahrer und nationaler Meister im Radsport.

## Sportliche Laufbahn
Gerosa war Teilnehmer der Olympischen Sommerspiele 1948 in London. Er bestritt mit dem Vierer der Schweiz die Mannschaftsverfolgung, sein Team mit Gerosa, Walter Bucher, Eugen Kamber und Hans Pfenninger belegte den 5. Platz.
1945 und 1948 bis 1950 gewann er den nationalen Titel in der Mannschaftsverfolgung. 1950 wurde er Vize-Meister im Sprint hinter Fredy Arber. Er startete für den Verein RV Höngg.